# Beibarys Atyrau
Le Beibarys Atyrau (kazakh : Бейбарыс хоккей клубы) est un club de hockey sur glace d'Atyrau au Kazakhstan. Il évolue dans la Pro Hokei Ligasy.

## Historique
Il est fondé en 2009.

## Palmarès
- Vainqueur du championnat du Kazakhstan : 2011, 2012, 2016 et 2019.